# 骨灰

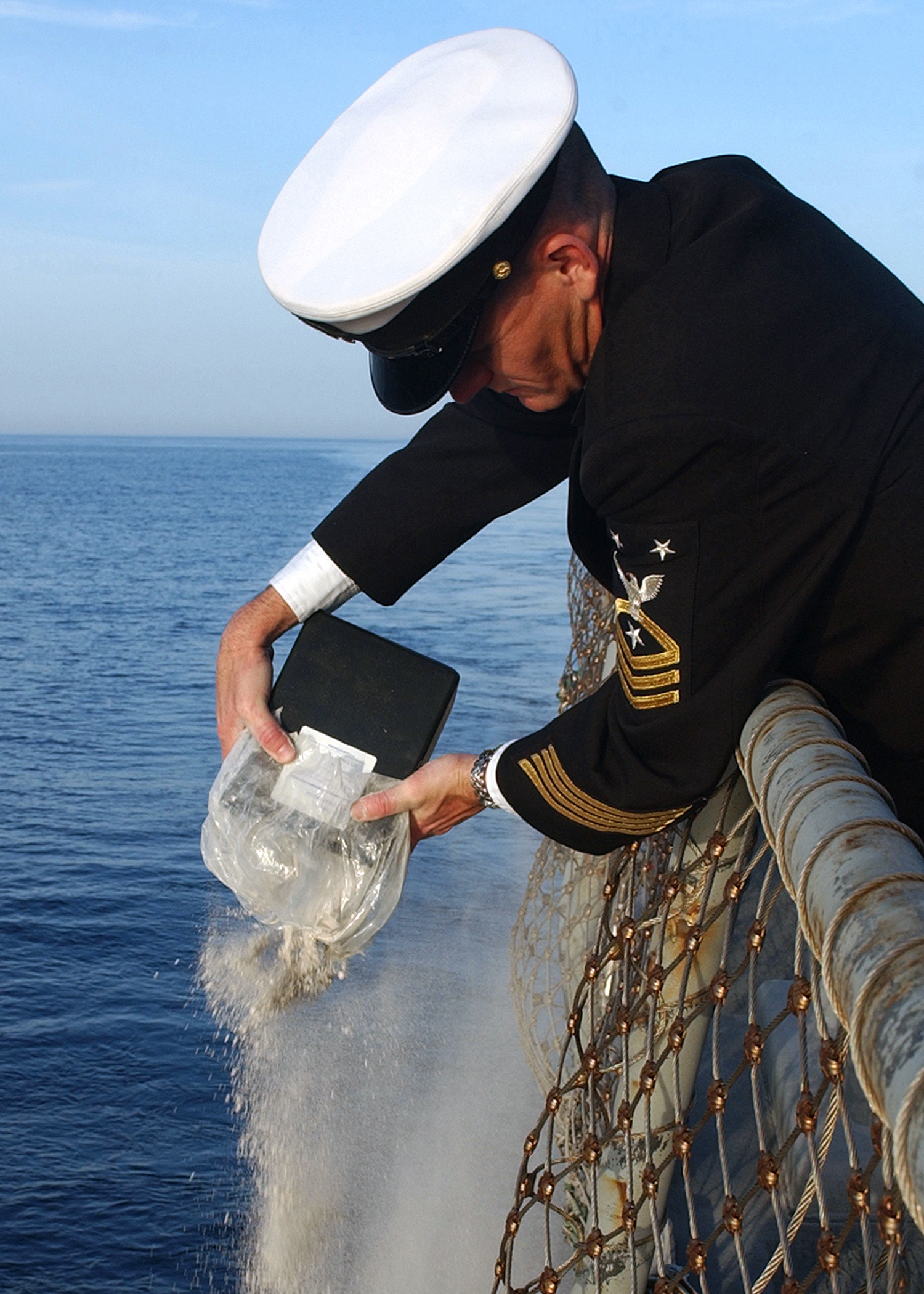
将骨灰撒入海中

骨灰（bone ash）一般指遺體於火葬後所剩餘的遺骸。遺体在火化後只會留下白色的骨骸，若再加以研磨，會是白色粉末，成份主要是磷酸鈣。磷酸鈣常見於肥料、潤飾化合物和製陶業（骨瓷）中。歷史上也曾用於製作烘焙粉末和金屬提煉爐。
雖然現在已經有骨灰的合成替代物，但骨瓷的主要成份仍然是天然的動物骨灰。此外，人造骨灰還使用於鑄造非鐵金屬的脫模劑，如銅。

## 参閱
- 舍利子
- 火葬
- 海葬
- 樹葬
- 骨灰龕靈位
- 骨灰罈
- 火葬場
- 骨炭

## 外部連接
- Mussi, Susan. . Ceramic Dictionary.   [2013-03-04]. （原始内容存档于2013-12-03）.
- .   [2013-03-04]. （原始内容存档于2021-01-21）.